# Thống kê Đại hội Thể thao toàn quốc Trung Quốc
Bài viết này liên quan đến số liệu thống kê của Đại hội Thể thao toàn quốc Trung Quốc.

## Danh sách các kỳ Đại hội
| Đại hội | Năm  | Chủ nhà    | Môn | Nội dung | Đoàn | Vận động viên | Đoàn đứng đầu |
| ------- | ---- | ---------- | --- | -------- | ---- | ------------- | ------------- |
| I       | 1959 | Bắc Kinh   | 42  | 384      | 29   | 10.658        | Quân Đội      |
| II      | 1965 | Bắc Kinh   | 23  | 300      | 29   | 5.014         | Quân Đội      |
| III     | 1975 | Bắc Kinh   | 42  | 310      | 31   | 12.497        | Quảng Đông    |
| IV      | 1979 | Bắc Kinh   | 36  | 469      | 31   | 15.189        | Quân Đội      |
| V       | 1983 | Thượng Hải | 26  | 277      | 31   | 8.943         | Quảng Đông    |
| VI      | 1987 | Quảng Đông | 44  | 343      | 37   | 7.228         | Quảng Đông    |
| VII     | 1993 | Bắc Kinh   | 43  | 374      | 45   | 7.481         | Liêu Ninh     |
| VIII    | 1997 | Thượng Hải | 28  | 319      | 45   | 7.943         | Thượng Hải    |
| IX      | 2001 | Quảng Đông | 30  | 345      | 45   | 8.608         | Quảng Đông    |
| X       | 2005 | Giang Tô   | 32  | 483      | 42   | 9.986         | Giang Tô      |
| XI      | 2009 | Sơn Đông   | 33  | 551      | 46   | 10.991        | Sơn Đông      |
| XII     | 2013 | Liêu Ninh  | 31  | 350      | 39   | 9.770         | Sơn Đông      |
| XIII    | 2017 | Thiên Tân  | 33  | 417      | 38   | 8.478         | Sơn Đông      |
| XIV     | 2021 | Thiểm Tây  |     |          |      |               |               |

## Bảng tổng sắp huy chương
| Tính đến hết Đại hội năm 2017 | Tính đến hết Đại hội năm 2017            | Tính đến hết Đại hội năm 2017 | Tính đến hết Đại hội năm 2017 | Tính đến hết Đại hội năm 2017 | Tính đến hết Đại hội năm 2017 |
| Hạng                          | Đoàn                                     | Vàng                          | Bạc                           | Đồng                          | Tổng số                       |
| ----------------------------- | ---------------------------------------- | ----------------------------- | ----------------------------- | ----------------------------- | ----------------------------- |
| 1                             | Quân đội*                                | 596.5                         | 435.5                         | 387.5                         | 1419.5                        |
| 2                             | Quảng Đông                               | 490.5                         | 402                           | 335.5                         | 1228                          |
| 3                             | Thượng Hải                               | 413.5                         | 427.5                         | 375                           | 1216                          |
| 4                             | Liêu Ninh                                | 368                           | 358.5                         | 325.5                         | 1052                          |
| 5                             | Bắc Kinh                                 | 345                           | 341.5                         | 317.5                         | 1004                          |
| 6                             | Sơn Đông                                 | 315                           | 268.5                         | 264                           | 847.5                         |
| 7                             | Giang Tô                                 | 276                           | 249.5                         | 285                           | 710.5                         |
| 8                             | Hắc Long Giang                           | 180.5                         | 209                           | 179                           | 568.5                         |
| 9                             | Chiết Giang                              | 162                           | 160.5                         | 156                           | 478.5                         |
| 10                            | Cát Lâm                                  | 135.5                         | 135.5                         | 150.5                         | 421.5                         |
| 11                            | Phúc Kiến                                | 135                           | 123                           | 139                           | 397                           |
| 12                            | Hà Bắc                                   | 133.5                         | 141                           | 202.5                         | 477                           |
| 13                            | Hồ Bắc                                   | 128                           | 126.5                         | 144                           | 398.5                         |
| 14                            | Hồ Nam                                   | 123                           | 116.5                         | 117.5                         | 357                           |
| 15                            | Sơn Tây                                  | 122.5                         | 89                            | 91                            | 302.5                         |
| 16                            | Tứ Xuyên                                 | 121.5                         | 174.5                         | 195.5                         | 491.5                         |
| 17                            | Nội Mông                                 | 107                           | 96.5                          | 103                           | 306.5                         |
| 18                            | Hà Nam                                   | 102.5                         | 94                            | 125                           | 321.5                         |
| 19                            | Thiên Tân                                | 98                            | 106.5                         | 95.5                          | 300                           |
| 20                            | Quảng Tây                                | 96                            | 102.5                         | 98.5                          | 297                           |
| 21                            | An Huy                                   | 82.5                          | 82.5                          | 135                           | 300                           |
| 22                            | Giang Tây                                | 64.5                          | 55                            | 57.5                          | 177                           |
| 23                            | Thiểm Tây                                | 61                            | 67.5                          | 69                            | 197.5                         |
| 24                            | Vân Nam                                  | 56.5                          | 84.5                          | 74                            | 215                           |
| 25                            | Tân Cương                                | 45                            | 59                            | 57                            | 161                           |
| 26                            | Cam Túc                                  | 29.5                          | 37.5                          | 35.5                          | 102.5                         |
| 27                            | Quý Châu                                 | 22                            | 33                            | 59.5                          | 114.5                         |
| 28                            | Thanh Hải                                | 12.5                          | 24                            | 35                            | 71.5                          |
| 29                            | Trùng Khánh                              | 9.5                           | 11                            | 15                            | 35.5                          |
| 30                            | Kiền Vi^                                 | 9                             | 14                            | 16                            | 39                            |
| 31                            | Ngành Đường sắt*                         | 9                             | 6.5                           | 11.5                          | 27                            |
| 32                            | Hồng Kông                                | 8                             | 7                             | 11                            | 26                            |
| 33                            | Cáp Nhĩ Tân^                             | 7                             | 3                             | 4                             | 14                            |
| 34                            | Tây Tạng                                 | 6                             | 7                             | 7                             | 20                            |
| 35                            | Thông Hóa^                               | 5                             | 6                             | 1                             | 12                            |
| 36                            | Hải Nam                                  | 5                             | 4.5                           | 12                            | 21.5                          |
| 37                            | Khu vực sông Tùng Hoa^                   | 4                             | 2                             | 3                             | 9                             |
| 38                            | Ninh Hạ                                  | 3                             | 4                             | 12.5                          | 19.5                          |
| 39                            | Tề Tề Cáp Nhĩ^                           | 2                             | 3                             | 1                             | 6                             |
| 40                            | Vận động viên độc lập                    | 1                             | 2                             | 2                             | 5                             |
| 41                            | Ngành Truyền thông*                      | 1                             | 1                             | 7                             | 9                             |
| 42                            | Hắc Hà^                                  | 1                             | 0                             | 0                             | 1                             |
| 43                            | Ngành Khai thác than*                    | 0                             | 2                             | 2                             | 4                             |
| 44                            | Ngành Tài chính*                         | 0                             | 1                             | 4                             | 5                             |
| 45                            | Binh đoàn sản xuất và xây dựng Tân Cương | 0                             | 1                             | 1.5                           | 2.5                           |
| 46                            | Ngành Dầu khí*                           | 0                             | 1                             | 1                             | 2                             |
| 47                            | Ngành Xây dựng*                          | 0                             | 0                             | 2                             | 2                             |
| =48                           | Ngành Thủy lợi*                          | 0                             | 0                             | 1                             | 1                             |
| =48                           | Giai Mộc Tư^                             | 0                             | 0                             | 1                             | 1                             |
| =50                           | Ngành Hàng không vũ trụ*                 | 0                             | 0                             | 0                             | 0                             |
| =50                           | Ngành Hàng không*                        | 0                             | 0                             | 0                             | 0                             |
| =50                           | Ngành Hóa học*                           | 0                             | 0                             | 0                             | 0                             |
| =50                           | Ngành Điện lực*                          | 0                             | 0                             | 0                             | 0                             |
| =50                           | Ngành Lâm nghiệp*                        | 0                             | 0                             | 0                             | 0                             |
| =50                           | Ngành Luyện kim*                         | 0                             | 0                             | 0                             | 0                             |
| =50                           | Ma Cao                                   | 0                             | 0                             | 0                             | 0                             |
| =50                           | Đài Loan                                 | 0                             | 0                             | 0                             | 0                             |